# Unserer Lieben Frauen (Christes)

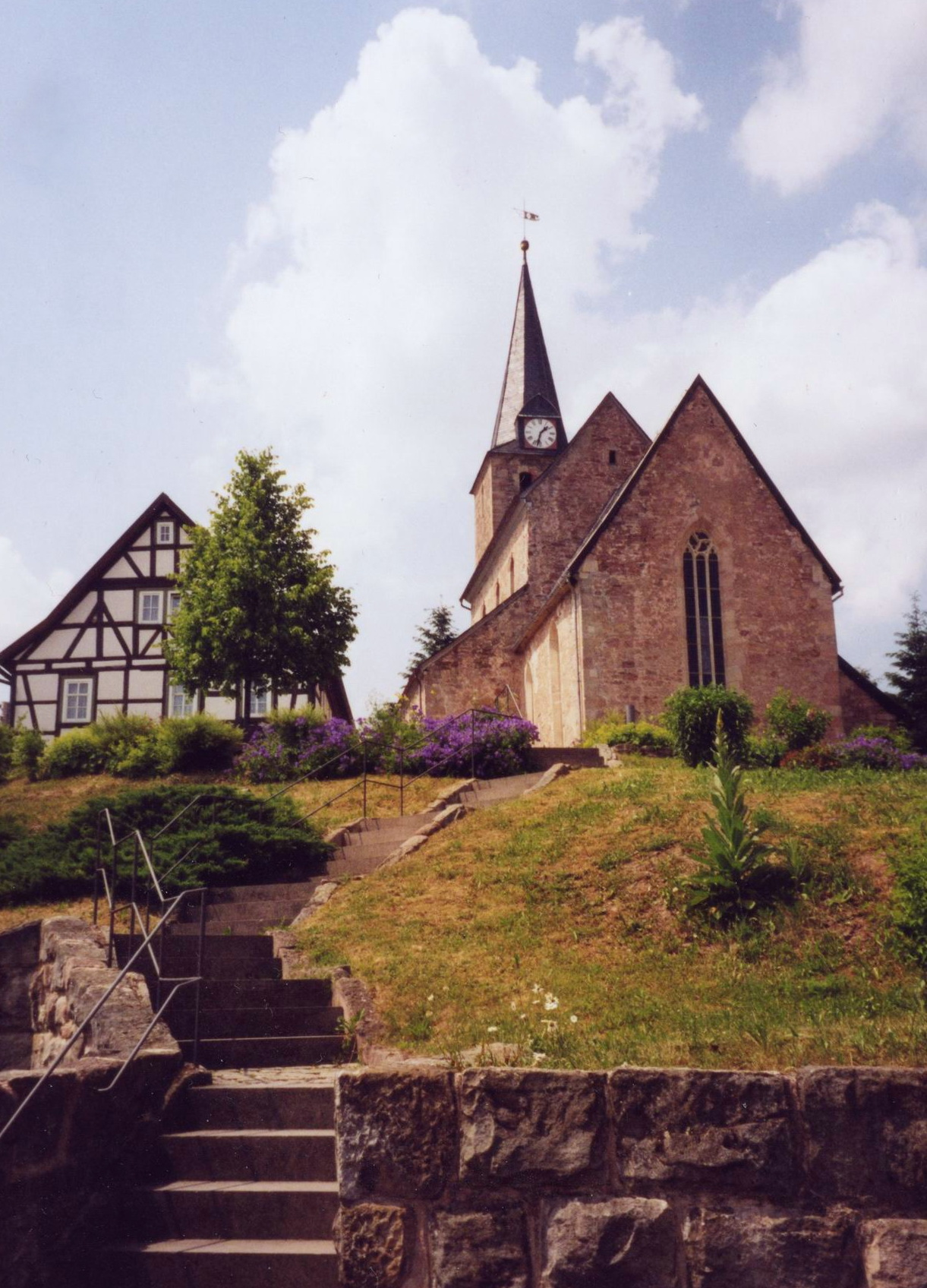
Die evangelische Pfarrkirche in Christes

Die denkmalgeschützte Kirche Unserer Lieben Frauen in Christes im Landkreis Schmalkalden-Meiningen (Thüringen), eine ehemalige Wallfahrtskirche, gilt als die kleinste spätgotische dreischiffige Basilika Europas. Die Gemeinde Christes und Viernau gehört zum Kirchenkreis Henneberger Land in der Evangelischen Kirche Mitteldeutschland.

## Geschichte
Dem Ortsbrunnen (Christus-Born) wurden Wunder zugeschrieben. Bereits 1425 gab es eine erste Wallfahrt. Dies brachte dem Ort Bedeutung und Wohlstand. Im Jahre 1443 wurde an der Stelle einer kleineren Vorgängerkirche die Basilika Unserer Lieben Frauen zum Christus errichtet. Sie zeugt in neuem Glanz von alter Geschichte. Sehenswert sind beispielsweise gut erhaltene Reste gotischer Wandmalerei in der Sakristei und ein Taufstein aus dem Jahre 1572. Um Emporen einbauen zu können, wurde das Schiff um 1627 erhöht.

## Architektur
Errichtet wurde die Kirche als gotische Basilika, bestehend aus einem westlichen Kirchturm, dem Langhaus zu drei Schiffen, einem eingezogenen rechteckigen Chor und einer angebauten Sakristei. Das Gebäude ist durch einen Eingang im Erdgeschoss des Turmes erschlossen. In das Turmgeschoss wurde ein Kreuzgratgewölbe eingezogen. Das Mittelschiff war wohl ursprünglich, so wie heute noch der Chor mit einem Tonnengewölbe aus Holz eingewölbt. Derzeit ist das Mittelschiff nach oben durch eine flache Holzdecke zu begrenzt, die unterhalb der Obergadenfenster liegt. Dadurch erhält es kein Licht aus den Obergaden, ist der Innenraum eine Pseudobasilika. Drei der Seitenschiffjoche besitzen ein Kreuzrippengewölbe, eines ein Netzgewölbe. Der Schlussstein des mittleren südlichen Joches zeigt eine Darstellung des Ecce homo. Im Chor wurden in den 1970er Jahren Reste alter Bemalungen freigelegt. Das Gebäude wurde von 1983 bis 1994 umfangreich renoviert. Bei den Renovierungsarbeiten wurden die Emporen entfernt, es traten Reste von Wandmalereien des ausgehenden 15. Jahrhunderts zutage. Die Malereien zeigen unter anderem Darstellungen der Heiligen Katharina, Barbara, Dorothea und Ursula. Von den erhaltenen Wandmalereien wurden bisher nur die in der Sakristei restauriert.
Nach 1990 waren umfangreiche Renovierungsmaßnahmen nötig (Trockenlegung der Fundamente, Bekämpfung des Hausschwamms, statische Maßnahmen, Dachsanierung). Ferner wurden drei Bronzeglocken anstelle der Stahlglocken angeschafft. Die Außensanierung des 20 Meter hohen Turmes begann mit der Abnahme der Turmhaube und die Entsorgung der Stahlglocken. Die Finanzierung wurde durch Fördermittel und Spenden realisiert. Am Heiligabend 2009 konnte die Kirche wieder in Betrieb genommen werden.

## Ausstattung

### Hauptschiff
Der stark überarbeitete Taufstein stammt, ebenso wie die Kanzel aus dem Jahr 1572.
Die alte Altarplatte bekam einen neuen Unterbau.

### Sakristei
Die Wandmalereien in der jetzigen Sakristei, der Marienkapelle, bezeichnen diesen Raum deutlich als besondere Andachtsstätte. Alle vier Wände sind, wie auch die Decke, bemalt, die Südwand zeigt sogar Spuren doppelter Bemalung. Es sind handwerkliche Leistungen des ausgehenden 15. Jahrhunderts, flott und sicher in der Zeichnung, ohne großen Gefühls- und Kunstaufwand hingeworfen. Dem bäuerlichen Geschmack entsprechen die grellen Kalkfarben, welche jetzt umso auffallender wirken, als einige empfindliche Töne durch die Feuchtigkeit des Raumes ganz vergangen sind und nun Schwarz, Rot, Grün, und Gelb vorwiegen.
Die Darstellungen sind folgende:
Südwand: Katharina in Schleier, die Linke auf das Schwert stützend, Der Hintergrund ist mit Sternen besät, im unteren Teil Reste eines Rades, eines geneigten Schwertes, welche auf eine sitzende Figur derselben Heiligen schließen lassen, Andeutungen einer Landschaft und ein kniender Ritter in Plattenpanzer, darunter dessen Wappen und hinter ihm eine kleinere kniende weibliche Figur, alles von einer älteren Malerei, deren Technik und Charakter weit besser war. Leider ist gerade das Wappen, ein quadrierter Schild mit Rot im ersten und vierten Feld, so beschädigt, dass der Stifter desselben nicht näher ermittelt werden kann.
Ostwand: Maria in der Glorie, das Kind säugend, sitzend auf der Mondsichel, wird durch zwei Engel gekrönt.
Nordwand: Margaretha mit Drachen und Magdalena mit Salbbüchse
Westwand: Nonne mit Körbchen und halb geöffneten Buch, Ottilia mit Zange, eine Heilige durch einen abgebrochenen Schrank zerstört, Helena mit Krenz, Ursula mit Pfeil, Stephanus mit Rost. Beiderseits Wappenschilde, der linke ganz unkenntlich, der rechte gelb und blau geviertelt und hat im ersten Feld einen Löwen.
über der Tür: Barbara und Dorothea, letztere von einem Knaben einen Blumenstrauß aus einem Körbchen empfangend. Der Grund ist hier mit grünen Ananasfiguren gemustert.
An der Decke: In den vier Kappen je zwei Engel mit den Leidenswerkzeugen zwischen roten Sternen.
Unter den Figuren umzieht die Wände ein Teppich mit Ananasmuster, von Feuchtigkeit sehr zerstört.